# Турбомолекулярный насос

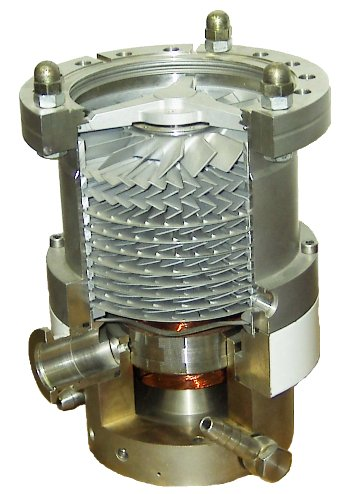
Турбомолекулярный насос в разрезе

Турбомолекулярный насос — один из видов вакуумных насосов, служащий для создания и поддержки высокого вакуума.
Действие турбомолекулярного насоса основано на сообщении молекулам откачиваемого газа дополнительной скорости в направлении откачки вращающимся ротором. Ротор состоит из системы дисков, приводится в действие высокочастотным синхронным двигателем (переменный синусоидальный трёхфазный ток частотой до 1,666 кГц), работающим от электронного статического частотного преобразователя. Вакуум, создаваемый турбомолекулярным насосом, — от 10−2 Па до 10−8 Па (10−10 мбар; 7,5−11 мм рт ст). Скорость вращения ротора — десятки тысяч оборотов в минуту. Для работы требует применения форвакуумного насоса.

## Описание

Схема устройства турбомолекулярного насоса

Турбомолекулярные насосы (ТМН) позволяют получать средний, высокий и сверхвысокий вакуум с остаточными газами, молекулярная масса которых меньше 44.
ТМН представляет собой многоступенчатый осевой компрессор, роторные и статорные ступени которого снабжены плоскими наклонными каналами вдоль радиуса лопатками. При вращении роторных ступеней с высокой скоростью происходит откачка молекул газа из-за их различной вероятности перехода через наклонные каналы ступеней в прямом и обратном направлениях.
ТМН рассчитан на работу в условиях молекулярного режима течения газа. Для обеспечения работоспособности ТМН необходимо обеспечить на выходе из его последней ступени молекулярный режим течения газа любым насосом предварительного разрежения (форвакуумным насосом) с выхлопом в атмосферу.
Молекулярный насос (МН) состоит из молекулярных ступеней, установленных на одном роторе. Для обеспечения его работоспособности возможно применение форвакуумного насоса (в зависимости от конструкций ступеней МН).
Гибридный ТМН (ГТМН) содержит первые ступени от турбомолекулярного насоса, а последние ступени от молекулярного насоса. Роторные ступени ГТМН закреплены на общем валу. Назначение молекулярных ступеней — обеспечить нормальную работу последним ступеням ТМН при повышении давления на входе в ТМН, а также возможность применения более дешёвых одноступенчатых форвакуумных насосов с большим предельным давлением.

## Скорость откачки
Скорость откачки определяется наружным диаметром роторных ступеней, длиной лопаток, их количеством, углом наклона лопаток первых ступеней, скоростью вращения. При высоком давлении на входе в ТМН, его быстрота действия зависит и от скорости откачки форвакуумного насоса. Когда давление газа на входе в ТМН возрастает, то увеличивается его трение в ступенях проточной части ТМН и мощность, потребляемая электродвигателем, особенно при снижении скорости вращения ротора от трения газа. Это вызывает увеличение нагрева проточной части ТМН, подшипниковых узлов вращения, снижение скорости откачки и может привести к аварии. Поэтому, при повышении температуры узлов вращения ротора выше определённой величины происходит отключение питания электродвигателя ТМН с помощью температурного датчика, установленного вблизи одного из узлов вращения ротора. Так происходит ограничение времени откачки максимального потока газа на входе в ТМН.
При достижении высокого вакуума, молекулы газа гораздо чаще сталкиваются со стенками вакуумной камеры, чем между собой. Градиент давления газа перестаёт существовать, и теперь целенаправленно указать молекулам на «выход» не получится, это будет происходить вероятностно. Начиная с этого момента, на скорость дальнейшей откачки будет существенно влиять отношение площади входных окон насоса к площади стенок вакуумной камеры.

## Номинальная потребляемая мощность
Номинальная потребляемая мощность — это мощность, определяемая при номинальной скорости вращения ротора ТМН. При получении высокого вакуума она определяется силами трения в узлах вращения ТМН. Во время разгона ротора ТМН мощность, потребляемая его приводом, максимальна. Обычно она ограничивается рабочими параметрами блока питания ТМН.

## Коэффициент компрессии
Коэффициент компрессии определяется скоростью вращения, количеством ступеней и молекулярным весом откачиваемого газа. Он выше для тяжёлых газов, что обеспечивает эффективное противодействие проникновению углеводородов в откачиваемый объём. Значение коэффициента компрессии по водороду важно при использовании насоса для создания сверхвысокого вакуума.

## Предельное остаточное давление
Предельное остаточное давление, определяемое в соответствии со стандартами Pneurop, — это остаточное давление, достигаемое в откачиваемой системе через 48 часов откачки после окончания обезгаживания прогревом. В качестве форвакуумного насоса должен быть выбран в этом случае только двухступенчатый пластинчато-роторный насос.

## Подшипниковый узел и система подвески
Применяются две основные системы подвески: магнитный подвес и керамические подшипники. Необслуживаемые керамические подшипники используются вместо обычных стальных подшипников. Шарики подшипника, выполненные из нитрида кремния, легче, твёрже и обладают более высокой однородностью по сравнению со стальными аналогами. При их использовании увеличивается ресурс и снижается уровень вибраций.
Повышение надежности достигается использованием разных материалов в паре шарик-канавка, предотвращающих образование поверхностных раковин. Использование магнитного подвеса ещё более повышает надежность всей системы. Часто в насосах применяется гибридная схема подвеса. На входе насоса со стороны высокого вакуума используются магнитные опоры, а на выходе керамические подшипники с масляной или консистентной смазкой.
Полностью магнитный подвес ротора даёт дополнительные преимущества:
- безмасляная откачка — полное отсутствие следов углеводородов;
- не требует технического обслуживания — отсутствие механического износа подшипников;
- низкий уровень вибраций — ниже уровня вибраций обычных подшипников;
- минимальные требования к охлаждению — в большинстве случаев достаточно естественного охлаждения;
- произвольная ориентация — насос может быть установлен в любом положении.

## Контроллер
Контроллер управляет приводом турбомолекулярного насоса. Для работы турбомолекулярного насоса необходимы высокие скорости вращения, до 100 000 оборотов в минуту, и соответственно частота переменного тока, питающего синхронный двигатель вакуумного насоса, до 1,667 кГц. Для обеспечения таких скоростей и пусковых режимов приводных электродвигателей применяется микропроцессорный контроллер с инвертором на IGBT-транзисторах, плавно регулирующий частоту от практически нулевой до максимальной.